# La città della magia
La città della magia (City of Sorcery) è un romanzo di fantascienza e fantasy del 1984 scritto da Marion Zimmer Bradley facente parte del Ciclo di Darkover. Il romanzo conclude idealmente la trilogia delle Libere Amazzoni di Darkover, iniziata con La catena spezzata e proseguita ne I regni di Darkover. Questa trilogia si lega anche a quella della Torre Proibita (La spada incantata, La torre proibita e L'esiliato di Darkover).
Il romanzo è stato pubblicato per la prima volta in italiano nel 1991.

## Trama
Sono passati sette anni dagli eventi narrati nel romanzo I regni di Darkover e ritroviamo Magda Lorne che dopo aver creato la Società del Ponte, un gruppo che ha come unico scopo quello di rinsaldare l'amicizia fra darkovani e terrestri, parte assieme a uno sparuto gruppo di donne sia terrestri che Amazzoni alla ricerca delle leggendaria Città della Magia: un luogo segreto e inaccessibile dove risiederebbe un circolo di Sagge Sapienti, lontane da tutto e da tutti, nascoste fra i ghiacci del colossale Muro Attorno al Mondo (il ghiacciaio che ricopre tutta Darkover), dove osservano i destini delle genti di Darkover.

## Edizioni
- Marion Zimmer Bradley, La città della magia, traduzione di Riccardo Valla, TEA, 1991,  pp. 264, cap. 29, ISBN 88-7819-159-0.